# سانتا كومبا داو
سانتا كومبا داو هي مدينة من مدن البرتغال. يبلغ عدد سكانها 11,597 نسمة وذلك حسب إحصائيات سنة 2011. تبلغ مساحتها 111.95 كم².

## أعلام
- أنطونيو لويس كوستا
- أنطونيو سالازار

## وصلات خارجية
- الموقع الرسمي